# Vuelo 730 de Loid Nacional Airlines
El vuelo 730 de Lóide Aéreo Nacional fue un accidente de aviación que tuvo lugar el 2 de febrero de 1958 en Río de Janeiro,  Brasil. Un avión Douglas DC-4 matrícula PP-LEM cayó en el despegue del Aeropuerto de Santos Dumont, en la ciudad de Río de Janeiro.

## Aeronave
La aeronave accidentada era un Douglas DC-4 Skymaster con registro PP-LEM. Realizó su primer vuelo en 1944, y tenía 14 años al momento del accidente.

## Accidente
En el inicio de la noche de 2 de febrero de 1958, el comandante alinea el DC-4 en la cabecera de la pista 20 del Aeropuerto Santos Dumont. No tan distante, se destacaba la figura del Pan de Açucar, recordando a los pilotos la necesidad de ejecutar una curva a la izquierda después del despegue para evitarlo.
Durante el despegue, el motor número 4 se incendió y explotó. El comandante decidió abandonar el procedimiento de despegue e inició una maniobra de frenado de emergencia. Unos cien metros antes del final de la pista, un neumático del tren de aterrizaje izquierdo explotó, provocando que el avión se saliera de la pista y explotara. 11 pasajeros salieron ilesos y 57 otros quedaron heridos.
A bordo iban 72 ocupantes (67 pasajeros y 5 tripulantes), de los cuales 5 ocupantes (3 pasajeros y 2 tripulantes) murieron.